# La Boissière, Mayenne

La Boissière este o comună în departamentul Mayenne, Franța. În 2009 avea o populație de 125 de locuitori.